# Freeform
Freeform (cunoscut anterior ca ABC Family) este un canal de televiziune american prin cablu și prin satelit care este deținut de către ABC Family Worldwide Inc., o subsidiară a Disney-ABC Television Group, parte a The Walt Disney Company. Canalul transmite, în general, programe de familie precum și cele care vizează un public mai larg, dar, în primul rând, prezintă seriale și filme care vizează fete adolescente și tinere femei (cu vârsta între 15-30 ani); mai transmite diferite reluări de seriale originale, filme de lung metraj și filme originale de televiziune, de asemenea și unele programe religioase .
Rețeaua a fost creată în 1977 ca o extensie a televiziunii creștine a evanghelistului Pat Robertson și, în cele din urmă, a devenit The Family Channel în 1990. În 1998, canalul a fost vândut către Fox Kids Worldwide Inc. și a fost redenumit ca Fox Family. La 24 octombrie 2001, Fox Family Channel și Fox Family Worldwide au fost vândute către The Walt Disney Company, vânzare care a inclus și Saban Entertainment.
În august 2013, canalul era recepționat în circa 96.462.000 gospodării americane (adică 84.47 % din totalul gospodăriilor cu televizor).